# 빅뱅 (음악 그룹)
빅뱅(영어: BIGBANG)은 2006년에 데뷔한 대한민국의 3인조 보이 그룹이다. 
원래 5인조 보이 그룹이였으나 멤버 승리가 버닝썬 게이트로 2019년 3월 탈퇴하고, 4인조로 봄여름가을겨울을 발매한 뒤 빅뱅 멤버 탑이 인스타그램을 통해 2023년 6월 1일 탈퇴를 알렸다. 현재는 3인조 보이그룹(지드래곤, 태양, 대성)이다.

## 데뷔

### 2000–2006: 빅뱅 결성과 데뷔
2006년 초, YG 엔터테인먼트의 양현석 대표는 인터뷰를 통해 “새로운 프로젝트를 시작했다. 노래와 춤은 물론 작사·작곡, 패션 스타일링까지 다방면으로 재능이 있는 10대들을 모아 새로운 신인 남성 그룹 빅뱅을 제작해 이들은 기본적으로 힙합 음악을 추구하지만, 힙합 외에도 다양한 음악을 선보일 예정으로 방송에 의존하지 않는 기존과 다른 방식으로 활동을 벌일 생각이다.”라며 그동안의 관행을 뛰어넘겠다는 계획을 밝혔다. 이 프로젝트는 서바이벌 프로그램을 통해 소속사 연습생 6명 중에서 한 명을 탈락시켜 최종 5명이 빅뱅으로 데뷔하게 되는데, 이중 지드래곤(본명: 권지용)과 태양(본명: 동영배)는 만11세때부터 연습생 생활을 시작해 6~7년이라는 오랜 연습 기간을 보낸 멤버로 이미 계약을 마친 상태였고, T.O.P(본명: 최승현)은 언더그라운드에서 "Tempo"라는 이름의 래퍼로 활동했던 시절 개인적으로 알고 지내던 지드래곤의 추천을 받아 YG 엔터테인먼트의 연습생으로 발탁되었다. 또 다른 후보인 과거 전 멤버 승리는 제2의 신화를 발굴하는 리얼리티 서바이벌 오디션 프로그램인 Mnet 《레츠 코크플레이 배틀신화》 출신으로 오디션을 통해 YG 엔터테인먼트의 연습생으로 발탁되었고, 뛰어난 노래 실력을 가진 대성(본명: 강대성)과 장현승까지 빅뱅의 최종 멤버 후보로 합류하였다. 다큐멘터리 형식으로 제작 된 서바이벌 프로그램은 곰TV·MTV 코리아에서 7월 15일부터 한달여간 《리얼다큐 빅뱅(BIGBANG)》이라는 제목으로 방송 되어 당시로서는 기록적인 100만 조회수를 기록하며 큰 화제가 되었다. 최종 멤버 선정을 앞두고 장현승은 최종 탈락 되었고, 또 다른 탈락자 후보였던 승리 역시 위기를 맞았지만 마지막 오디션 당시 다부진 각오를 밝히며 양현석 대표의 마음을 움직여 극적으로 팀에 합류하게 됐다.
빅뱅의 공식적인 첫 무대는 2006년 5월 20일 서울 올림픽공원 체조경기장에서 열린 YG 패밀리의 10주년 콘서트에서 이뤄졌다. 빅뱅은 2006년 9월 23일 음악 프로그램 《쇼! 음악중심》에서 "La La La"로 데뷔 무대를 가졌다. 2006년 5월 29일 첫 싱글 〈BIGBANG〉을 발표하였고, 박봄이 피처링한 "We Belong Together" 외에도 "눈물뿐인 바보"와 지드래곤의 솔로 곡인 "This Love"(마룬 5의 "This Love" 샘플링 곡)이 수록 되어 있다. 이 싱글은 4만장의 판매량을 기록했다. 9월 28일 두 번째 싱글 〈BIGBANG Is V.I.P〉을 발표하였고, 이 싱글은 3만 2천장의 판매량을 기록했다. 11월 22일에 발매한 세 번째 싱글 〈Bigbang 03〉은 4만장의 판매량을 기록했다. 빅뱅은 싸이월드 디지털 뮤직 어워드에서 루키 오브 더 먼스(10월 부분)를 수상했다.
빅뱅은 12월 21일, 첫 정규 앨범 《BIGBANG Vol.1》을 발매하였고, 4만 8천장의 음반 판매량을 기록했다. 그해 12월 30일에는, 첫 정규 앨범 발매를 기념하는 첫 단독 콘서트 The R.E.A.L을 서울 올림픽공원 체조경기장에서 개최하였다.

### 2007–2008: 성공적인 활동과 일본 데뷔

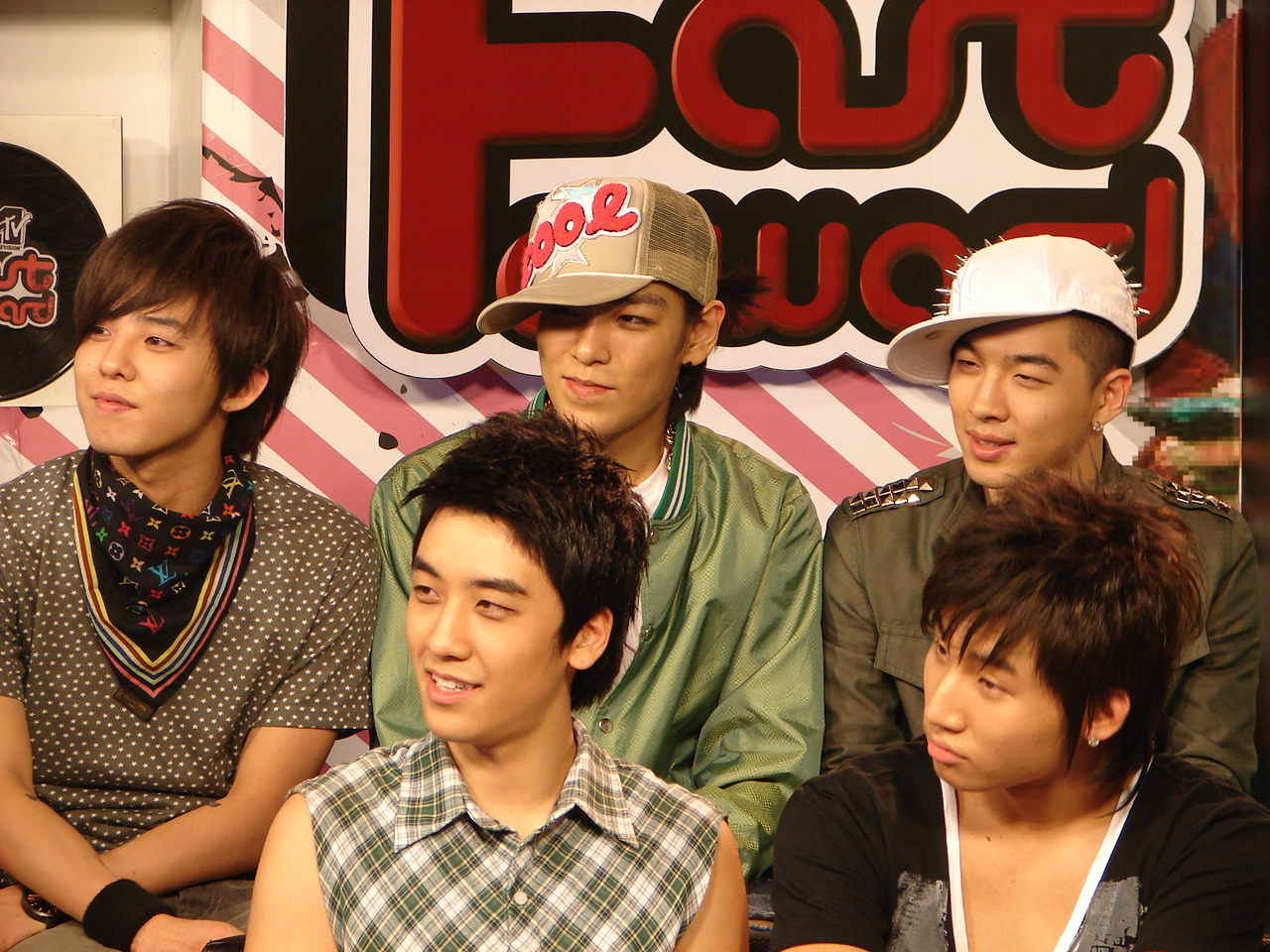
2007년, 태국에서 빅뱅

2007년 2월 8일, 빅뱅은 그들의 첫 라이브 앨범 《The Real Vol.1 Live Concert》을 발매하였고, 3만장의 음반 판매량을 기록했다. 빅뱅은 인천, 대구, 창원, 전주, 춘천의 5개 도시에서 열린 첫 전국 투어 콘서트 Want You를 개최했다.
빅뱅은 2007년 8월 16일, 그들의 첫 번째 EP 《ALWAYS》을 발매하였다. 타이틀 곡 "거짓말"은 지드래곤이 작사, 작곡한 곡으로 당초 이 곡은 그의 솔로 곡으로 준비한 곡이였지만 지드래곤이 당시 양현석에게 "거짓말"을 메일로 보냈더니, 양현석이 이 곡을 빅뱅의 타이틀곡으로 결정하며 빅뱅의 곡이 된 일화는 유명하다. 5월 20일 빅뱅은 서울 잠실 실내체육관에서 컴백 쇼케이스 겸 팬미팅을 가졌다. 이 음반에서 빅뱅은 전자 댄스 음악 장르를 첫 도입했다. 비평가들과 대중들에게 "거짓말"은 좋은 평과 더불어 폭발적인 인기를 얻으며, 국내 최정상 그룹으로 우뚝 섰다. 8만 7천장의 음반 판매량을 기록했다.
빅뱅은 2007년 11월 22일, 두 번째 EP 《HOT ISSUE》를 발매하였다. 타이틀 곡 "마지막 인사"는 음원 차트(멜론 기준)에서 이례적인 8주 1위를 기록하며 폭발적인 인기를 끌었다. 또한 이전의 "거짓말"이 음원차트에서 7주 연속 1위를 차지하며 최고 순위를 기록한 후, "마지막 인사"로 음원차트에서 8주 연속 정상을 차지하며 또 다시 최장기간 1위 기록을 갈아치웠다. 빅뱅은 2007년 한해동안 싸이월드 디지털 뮤직 어워드에서 "거짓말"로 8월, 9월에 가장 많은 음원을 판매해 "이 달의 송"(디지털 음악 부문)을 2회 연속 수상하였고, "마지막 인사"로 12월, 1월에 2회 연속 수상하며 최다 수상을 기록했다. 2007년 12월 28일부터 30일까지 서울 올림픽 공원 펜싱경기장에서 개최 된 빅뱅의 두 번째 단독 콘서트 The G.R.E.A.T는 10분만에 티켓이 매진되었다.
2007년 말, YG 엔터테인먼트는 과도한 스케줄로 많이 지쳐 있는 멤버들을 고려해 휴식을 취한다고 전하며 일시적인 활동 중단을 발표했다. 2장의 EP 음반은 2연타 히트라는 성공적인 평을 받으며, MNET KM 뮤직 페스티벌에서 최우수 남자그룹상과 올해의 노래상을 수상하였다. 또한 제17회 서울가요대상에서 대상, 본상, 디지털음원상을 수상하며 3관왕을 차지했다.
2008년 초, YG 엔터테인먼트는 빅뱅의 일본 진출을 발표하였다. 유니버설 뮤직 재팬과 계약을 마친 빅뱅은 2008년 1월 4일 영어로 부른 첫 번째 일본 EP 《For the World》을 발매했으며, 오리콘 월드 뮤직 부분 월간차트에서 10위권을 기록했다. 성공적인 일본 데뷔를 한 빅뱅은 3월 28일부터 30일까지 3일간 도쿄 돔 시티의 JTB 홀에서 열린 첫 일본 공연을 성황리에 마쳤으며, 6월 22일까지 진행된 그들의 첫 해외 콘서트이자 부산, 광주, 원주, 대구, 서울의 5개 도시에서 열린 한국에서의 두 번째 전국 투어 콘서트 Global Warning Tour를 개최하였다. 이후 5월 3일 두 번째 일본 EP 《With U》를 발매하였다. 수록곡은 모두 영어로 녹음 되었지만 태양의 솔로 곡 "My Girl"은 일본어로 수록되었다.
빅뱅은 일본에서의 활동을 마친 후, 대한민국에서의 새 음반 준비를 시작했다. 이에 앞서 태양은 멤버들 중에서도 가장 먼저 솔로로 데뷔를 하였다. 2008년 5월 22일 EP 《Hot》을 발매하였다. 타이틀 곡 〈나만 바라봐〉는 음원 공개에 동시에 각종 음원 차트를 휩쓸며 솔로 가수로서도 성공적이라는 평을 받았다. 또한 유희열, 성시경, 에픽하이의 타블로, V.O.S의 최현준 등 여러 선배 가수들이 방송을 통해 잇따라 그의 솔로 앨범 및 활동에 대한 극찬을 보내기도 했다. 그해, 8월 8일에는 그들의 세 번째 EP 《STAND UP》을 발매하였다. 타이틀 곡 "하루하루"는 지드래곤과 일본의 DJ 겸 작곡가 다이시 댄스가 공동 작곡한 곡이다. 수록곡 "Oh My Friend"에는 록 밴드 노브레인이 피처링에 참여하였다. 16만 6천장의 음반 판매량을 기록했으며, 음원 차트에서는 4,972,770 디지털 다운로드를 기록하며 6주 1위를 달성하는 등 연간 음원 차트 2위의 쾌거를 거뒀다. 이외의 수록곡도 좋은 반응을 얻었는데, "천국"은 프로모션을 전혀 하지 않은 곡에도 불구하고 음반 발매와 동시에 "하루 하루"에 이어 음원 차트 2위를 기록했고 연간 음원 챠트에서는 9위를 기록하며 화제가 되었다. 한국에서의 성공적인 복귀를 마친 빅뱅은 10월 22일 일본에서 첫 번째 정규 음반 《Number 1》를 발매하였다. 일본의 라디오 프로그램과 TV 프로그램을 통해 프로모션을 진행했고, 오리콘 앨범 차트(데일리)에서 3위를 기
록했다. 빅뱅은 10월 28일부터 11월 1일까지 일본 오사카, 나고야, 도쿄 3개 도시를 도는 일본에서의 두 번째 콘서트이자 첫 투어 Stand Up Tour를 개최했다.
빅뱅은 11월 5일, 두 번째 정규 앨범 《Remember》을 발매하였고, 선주문만 20만장의 판매량을 기록했다. 타이틀 곡 "붉은 노을"은 이문세가 지난 1988년에 발표 한 곡을 새롭게 리메이크한 곡으로 기존의 가수들이 원곡의 후렴구만을 샘플링해 리메이크했던 것과는 다르게 빅뱅만의 느낌을 잘 살려 전혀 다른 곡으로 재탄생 시켰다는 호평을 받았다. 또한 원곡자의 이문세는 “지금까지 후배들이 리메이크 또는 재해석한 '붉은 노을' 중에서도 빅뱅의 '붉은 노을'이 가장 멋진 편곡과 멜로디로 새롭게 만들어졌다”고 극찬했다. 빅뱅은 MNET KM 뮤직 페스티벌에서 최우수 남자그룹상과 올해의 가수상을 수상하였다.
빅뱅은 그해 말까지 360억원의 매출을 기록한 것으로 추정되었다.(수많은 발매곡이 있으나 2008년엔 V.I.P(빅뱅 팬클럽명)들도 알까말까한 미발매곡인 '언제까지'가 있다.)

### 2009–2011: 솔로 시도, 일본 활동 및 Tonight 발매
2009년 초, 빅뱅은 서울 올림픽공원 체조경기장에서 1월 30일부터 2월 1일까지 3일간 그들의 다섯 번째 단독 콘서트이자 브랜드 콘서트인 2009 Big Bang Concert Big Show를 개최하였다. 이후 빅뱅이 휴식기를 갖는 동안 YG 엔터테인먼트에서 새롭게 내놓는 여성 그룹 2NE1과 콜라보레이션을 갖는다고 발표되었다. 새로운 곡은 빅뱅이 광고 모델로 활동중인 LG전자의 젋은 세대를 겨냥한 "롤리팝" 핸드폰의 CM송 〈Lollipop〉이다. 이 곡은 CM송임에도 불구하고 각종 음원 차트 1위를 석권하였고, 2009년 연간 음원 차트에서는 10위를 차지하는 등 이같이 폭발적인 음원 수익까지 따로 낸 케이스는 처음일 정도로 큰 인기를 끌었다. 빅뱅은 이후, 세 번째 디지털 싱글 〈So Fresh, So Cool〉를 발매하였는데, 이 곡은 빅뱅이 광고 모델로 활동중인 하이트 맥주의 CM송이기도 하다. 전 멤버 승리는 당시 미성년자의 나이로 광고에는 출연하지 못했다.
빅뱅은 2009년 6월 24일 일본에서 첫 메이저 데뷔 싱글 〈My Heaven〉을 발매하였고, 2주 후인 7월 8일 두 번째 싱글 〈가라가라 고!!〉를 발매하였는데 전작에 이어 모두 오리콘 차트 5위권을 기록하였다. 〈My Heaven〉은 지난 2008년 한국에서 발표한 《Stand Up》의 수록곡인 "천국"의 일본어 버전으로 오리콘 싱글 차트(위클리) 3위를 기록했다. 〈가라가라 고!!〉는 오리콘 싱글 차트(데일리) 3위에 입성하였다. 이후 8월 19일 첫 번째 메이저 앨범 《BIGBANG》을 발매하였다. 이 음반은 오리콘 앨범 차트(데일리) 2위에 이어 앨범 차트(위클리) 3위를 기록했다.
빅뱅은 한국으로 돌아 온 이후, 솔로 활동에 주력하였다. 2009년 8월 18일, 지드래곤은 그의 솔로 데뷔 앨범 《Heartbreaker》를 발매하며, 동명의 타이틀 곡 "Heart breaker"으로 활동을 시작했다. 이 음반은 발매와 동시에 각종 음반, 음원 사이트에서 1위를 휩쓸었으며. Mnet 아시안 뮤직 어워드에서 올해의 앨범상을 수상하였다. 또한 30만장에 육박하는 높은 음반 판매량을 기록하며 성공적인 솔로 신고식을 마쳤다. 태양은 두 장의 디지털 싱글을 발매하였으며, 이 두 곡의 〈Where U At?〉과 〈웨딩드레스〉는 2010년 발매된 그의 첫 번째 정규 앨범 《SOLAR》에 수록 되었다. 캐나다와 미국 아이튠스 R&B 앨범 차트에서 1, 2위를 차지하는 성과를 거뒀다. T.O.P은 한국의 스릴러 드라마 《아이리스》(2009년)에서 '빅' 역할을 맡아 연기자로 데뷔하였다. 대성과 전 멤버 승리는 뮤지컬에서 연기 외에도 여러 버라이어티 프로그램에서 활약였다.
빅뱅은 이후, 11월 4일 일본에서 세 번째 싱글 〈코에오키카세떼〉를 발매하였고, 이 곡은 일본 드라마 《오히토리사마》의 주제가로 기용되었다. 빅뱅은 NTV 베스트히트 가요제에서 골드아티스트상 수상에 이어 일본 유선대상과 일본 레코드대상에서도 최우수 신인상을 수상하며 일본 메이저 데뷔 첫 해를 화려하게 장식했다.
2010년 1월, 빅뱅은 서울 올림픽공원 체조경기장에서 1월 29일부터 31일까지 3일간 서울 올림픽공원 내 체조경기장에서 열린 단독 콘서트 2010 Big Show를 개최하였다. 다음 달, 빅뱅은 일본에서 세 번째 투어 BIGBANG Presents Electric Love Tour 2010를 시작했다. 또한 공식적인 음반은 아니였지만, 2010년 한해동안 빅뱅은 그들이 계약중인 기업의 광고 CM송을 통해 여러 디지털 싱글을 선보였다. 2월에는 지난해 선풍적인 인기를 끈 LG전자의 "롤리팝" 핸드폰의 후속 편인 "롤리팝 2" CM송 〈Lollipop 2〉를 발매했다.
빅뱅은 2010년 2월, 일본 골든 디스크대상 시상식에서 '더 베스트 5 뉴 아티스트' 부문에 선정되었다. 또한 그들의 다음 일본 싱글로는, 6월 9일에 발매된 〈Tell Me Goodbye〉로 이 음반은 오리콘 앨범 차트(데일리) 3위에 이어 앨범 차트(위클리) 5위를 기록했다. 또한 이 곡은 일본 지상파에서 방송 된 한국 드라마 《아이리스》의 일본 판 주제가로 기용되었다. 이 곡은 일본 레코드대상에서 우수작품상을 수상하며 2년 연속 수상의 쾌거를 이뤘다. 그 해 5월에는 MTV 월드 스테이지 비디오 뮤직어워즈 재팬 시상식에서 최우수 신인 아티스트 비디오상, 최우수 팝 비디오상 등 총 3관왕을 차지했다. 빅뱅은 8월 25일 다섯 번째 일본 싱글 〈Beautiful Hangover〉을 발매했다. 이 싱글은 오리콘 앨범 차트(데일리) 5위에 이어 앨범 차트(위클리) 7위를 기록했다.
2010년 5월 11일, 현대자동차는 2010년 FIFA 월드컵을 응원하는 캠페인 "샤우팅 코리아"로 빅뱅과 피겨스케이팅 선수 김연아, 록 그룹 트랜스픽션이 함께하는 남아공 월드컵 승리기원 응원가 〈승리의 함성〉를 제작한다고 발표했다. 2010년 한해, 빅뱅은 개별적인 활동을 이어 나가는 동안, 11월 YG 엔터테인먼트는 지드래곤과 T.O.P이 GD&TOP라는 유닛을 결성한다고 발표했다. 이 시기에 전 멤버 승리는 EP 《1st Mini Album V.V.I.P》를 발매했다.
빅뱅은 2년여간 대한민국 (국내) 활동을 중단한 이후, 2011년 2월 25일부터 27일까지 3일간 서울 올림픽공원 내 체조경기장에서 열린 단독 콘서트 2011 Big Show로 완전체로서 국내에 복귀했다. 지난 12월 18일 온라인 예매사이트 G마켓을 통해 티켓 오픈된 빅뱅 콘서트 '2011 빅쇼'는 1차 티켓 예매가 5분 만에 완료되며 2년이라는 공백에도 불구하고 막강한 티켓파워를 자랑했다.

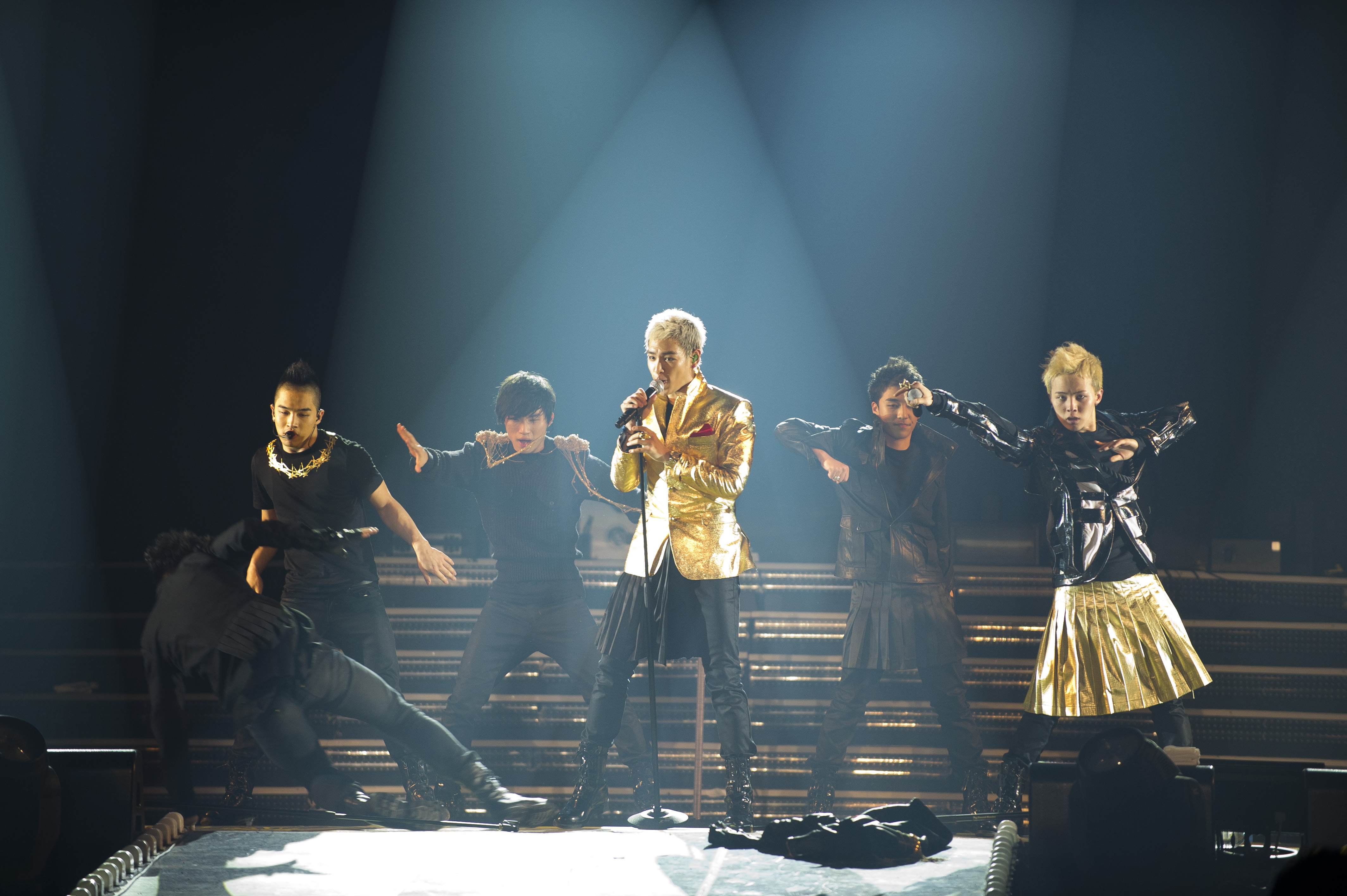
2011년, 빅뱅

빅뱅은 2월 24일, 그들의 네 번째 EP 《Tonight》을 발매했다. 이 음반은 2월 16일부터 싸이월드를 통해 24일에 공개될 곡들의 음원 전곡을 예약 판매하는 이벤트를 했다. 이들의 앨범은 판매 6일 만인 22일까지 약 1만장을 넘게 팔리며, 2008년 서태지가 같은 음원 사이트에서 1주일간 벌였던 이벤트 기록(5,084장)과 이후 동방신기도 4집을 발매하며 진행한 이벤트에서 앨범을 예약 판매한 기록(6,500장)을 경신하며 화제를 모았다. 빅뱅의 컴백 무대를 담은 《The 빅뱅쇼》는 2월 27일 SBS를 통해 방송 되었다. 또한 음반 발매 이후 7일째 음반 차트 1위를 기록, 타이틀 곡 "Tonight"는 음원 공개 직후부터 각종 음원 차트에서 1위를 기록했다. 이외에도 "Cafe", "Somebody to Love", "What is Right", "Hands Up" 등 모든 수록곡들이 10위권 안에 진입하며 돌풍을 일으키며 일주일간 약 70억원에 이르는 매출을 올린 것으로 알려졌다. 이외에도 가온 차트에서 정상을 차지하는 것은 물론 10위 안에 총 5곡을 올려놓는 기염을 토했다. 빅뱅은 이후, "Tonight"의 프로모션을 끝낸 후에 "Love Song"과 "Stupid Liar"의 새로운 2곡이 추가로 수록 된 스페셜 에디션 앨범을 발매하였다. "Love Song"의 뮤직 비디오는 유튜브에 공개된 이틀만에 200만 조회수를 기록했다. 빅뱅은 그해 5월, 일본 전국 투어 BIGBANG Presents Love & Hope Tour 2011를 개최하였다. 2011년 11월 6일, 북아일랜드의 벨파스트에서 열린 MTV 유럽 뮤직 어워드(EMA)에서 빅뱅은 한국 가수 최초로 MTV EMA에서 최우수 월드 와이드 액트 상을 수상했다. 또한 2011 Mnet 아시안 뮤직 어워드에서 "Love Song"으로 최우수 뮤직 비디오상을 수상했다. 빅뱅은 YG 엔터테인먼트 15주년을 기념하는 2011 YG 패밀리 콘서트 투어에 합류했다. 12월 24일, 빅뱅은 그들의 히트 곡 중 하나인 〈하루 하루〉의 일본어 버전을 포함한 세 번째 일본 베스트 앨범 《The Best Of BIGBANG》을 발매했다. 이 음반은 오리콘 앨범 차트(데일리) 1위를 기록, 앨범 차트(위클리) 2위를 기록했다. 언론의 보도에 따르면 빅뱅은 지난 2011년 상반기 활동으로도 290억 원의 매출을 기록했으며, 2012년 한해 빅뱅이 벌어들일 수익은 780억 원으로 추정되는 것으로 밝혀졌다.

### 2012–2014: Alive, 첫 월드 투어와 솔로 활동

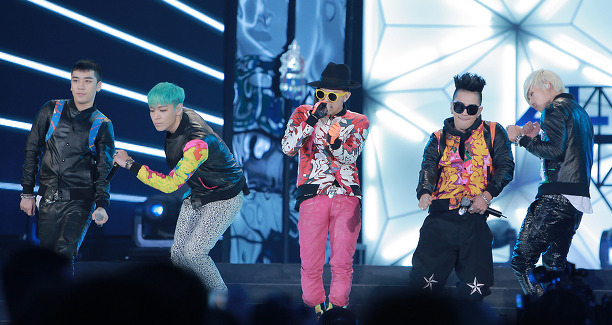
2012년, 빅뱅

2012년 1월 20일 YG 엔터테인먼트는 YG 공식 블로그를 통해 "빅뱅 이즈 커밍(BIGBANG IS COMING)"이라는 티저 이미지를 공개하며 컴백이 임박했음을 알렸고, 1월 25일에는 빅뱅 로고 이미지에 "ALIVE"라는 크림색 글자를 추가로 공개했다. 이후 2월 6일 T.O.P을 시작으로 2월 16일까지 YG 공식 블로그와 네이버를 통해 지드래곤, 태양과 대성, 전 멤버 승리를 차례로 빅뱅의 다섯 번째 EP 《Alive》 발매를 앞두고 빅뱅의 컴백 티저를 공개하였다. 네이버는 네이버 뮤직 애플리케이션에서 빅뱅과 함께 공동 프로모션을 진행한다고 밝혔다. 빅뱅의 새 앨범 발매에 앞서 진행되는 이벤트는, 스마트폰 앱을 통해 발매 예정 음원의 일부와 TV 광고 속 인터뷰의 상세 내용을 독점 공개하는 새로운 형태의 프로모션으로 빅뱅의 컴백 지상파 TV 광고는 《"BIGBANG IS BACK @ NAVER MUSIC"은 "빅뱅 답하다"》라는 콘셉트로 총 13편이 제작해 방송 되었다. 또한 세계 최초로 음반에 수록된 6곡 모두가 타이틀 곡이라고 공식 입장을 전했는데, 이전에 "더블 타이틀곡"이라는 말은 종종 사용해왔으나 이처럼 앨범 전곡이 타이틀 곡임을 밝힌 것은 국내 가요계 뿐만 아니라 외국에서도 그 사례를 찾아보기 힘들만큼 파격적인 시도이기도 하다. 2월 29일에는 음반이 발매되었다. 타이틀 곡 중에 한 곡인 "BLUE"는 앨범 발매 이후 국내 주요 음원 차트에서 1위를 차지했다. 이 음반은 총 선주문 26만장의 판매량을 기록했으며, 발매 한달만에 20만장 이상을 판매하며 상업적인 성공을 거뒀다. 해외에서도 뜨거운 관심을 받아, 빅뱅은 미국 빌보드의 메인 앨범 차트인 '빌보드 200'에서 150위를 기록하는 쾌거를 이뤘고, 한국 가수 최초로 영어 앨범이 아닌 한국어 음반으로 인한 성과로 더욱 주목을 받았다. 이 밖에도 "BLUE", "사랑 먼지", "BAD BOY" 등은 '빌보드 K팝 핫 100차트' 1~3위를 싹쓸이 했다. 그들은 《타임지》의 웹사이트에서 주목할만한 유망한 스타로 소개 되었고, 그래미상의 공식 홈페이지의 메인 화면에 빅뱅의 사진과 함께 신곡 소식이 등장하며 화제가 되었는데, 지난 2012년 3월 한국 아이돌 최초로 해당 홈페이지 메인을 차지한 데 이어 2번째이다.
빅뱅은 컴백과 동시에 삼성전자와 전 세계 투어 자체를 장기간 지원하는 후원 계약과 함께 미국의 세계적인 공연기획사 라이브네이션과 파트너쉽 계약을 맺고 2013년까지 전세계 16개국 25개 도시를 도는 사상 첫 월드투어 BIGBANG ALIVE GALAXY TOUR 2012～2013를 개최한다고 발표하였고, 첫 공연이자 3월 2일부터 4일까지 3일간 서울 올림픽공원 체조경기장에서 열린 단독 콘서트 2012 BIGSHOW/BIGBANG ALIVE TOUR에서 컴백 무대를 가졌다. 2012 BIGSHOW의 콘서트 영상은 월드 투어를 앞두고 MTV 월드 스테이지를 통해 160 개국에 방송되었다. 2012년 3월 6일에서 "FANTASTIC BABY"의 뮤직 비디오가 유튜브에 공개되었다. 2015년 5월 기준으로 1억 5천만의 조회수를 돌파했으며, 이것은 현재 남성 그룹중에서 최고 기록이다. 일본에서는 3월 28일 《ALIVE》의 음반과 음원이 모두 동시에 발매되었다. 이외에도 그들의 국내 히트 곡인 "하루 하루"의 일본어 버전이 추가로 수록되었다. 이 음반은 발매 첫 날 2만 3천장이 팔리며 오리콘 앨범 차트(데일리) 2위를 기록했다. 총 20만장의 판매량을 기록해 RIAJ에서 골드 인증을 받았다. 일본에서의 프로모션에서는 일본 최대 R&B 힙합 페스티벌 "스프링그루브 페스티벌"에 2NE1과 함께 출연하였다.

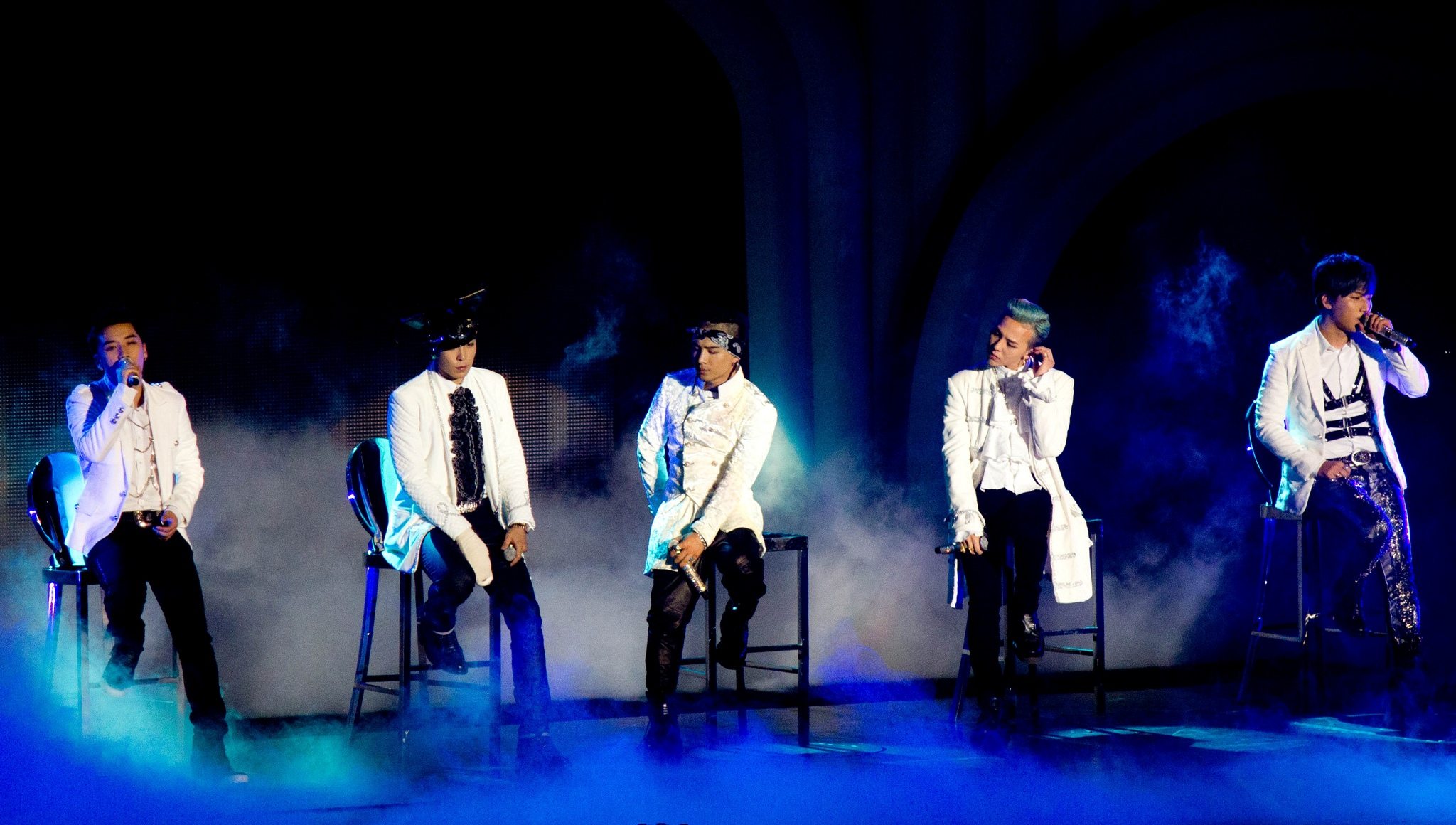
2012년, Alive 월드 투어에서 빅뱅

성공적인 컴백에 이어, 빅뱅은 2012년 6월 10일 《Alive》의 스페셜 에디션 앨범 《STILL ALIVE》을 발표했다. 이 음반에는 타이틀 곡인 "MONSTER"를 포함한 4곡의 신곡이 추가적으로 수록되었고, 발매 첫 달 10만장의 판매량을 기록했다. 또한 현대카드의 새로운 음악 플랫폼 '현대카드 뮤직'을 통해 YG 엔터테인먼트와 현대카드의 합작 프로젝트인 리브랜딩(Re-Branding) 프로젝트와 '리 몬스터(RE-MONSTER) 프로젝트'를 진행하여 앨범 자켓 디자인부터, 새로운 로고, 멤버별 가이드북 제작한 것 외에도 블록버스터급의 스케일로 제작된 뮤직 비디오가 화제가 되었다. 이 음반의 일본 판 《ALIVE -MONSTER EDITION-》은 6월 20일에 발매되었다. 빅뱅은 일본 (5월부터 6월까지 나고야, 요코하마, 오사카, 사이타마, 후쿠오카 5개 도시 아레나 공연), 중국 (7월부터 8월까지 상하이, 광저우, 베이징 공연), 동남 아시아 (9월부터 10월까지 태국 방콕, 인도네시아 자카르타, 대만 타이페이, 필리핀 마닐라, 말레이시아 쿠알라룸푸르 공연)와 남아메리카 (11월 미국 로스 앤젤레스, 뉴저지, 페루 리마)에 이르기까지 여러 국가를 돌며 월드 투어를 진행하였다. 남아메리카를 여행 한 후, 그들은 투어의 최종장으로 일본에서 가장 큰 공연장으로 알려진 오사카 쿄세라 돔, 도쿄 돔, 후쿠오카 야후 돔에서 일본 3대 돔 투어 BIGBANG ALIVE TOUR 2012 JAPAN FINAL IN DOME (12월부터 2013년 1월까지)를 전격 개최하였다. 2012년 12월 홍콩과 유럽에서 공연을 하였는데, 12월 14일과 15일 이틀간 영국 런던 웸블리 아레나에서 단독 콘서트를 가진 빅뱅은 2만 4000명의 관객을 동원하며 영국에서 최대 규모의 콘서트를 연 한국가수로 기록되었다. 영국 언론 매체 《가디언》은 웸블리 아레나에서 열린 빅뱅 콘서트에 대한 관람 기사를 실었고, 별점으로 평가된 빅뱅의 콘서트는 5점 만점에 4점으로 우수했던 것으로 평가 받았다. 빅뱅에 대해서는 “세계 청소년 문화에 공헌한 한국의 슈퍼스타”라고 극찬했다. 또한 《뉴욕 타임즈》가 선정한 "2012 베스트 콘서트"에 빅뱅의 월드 투어가 포함되었다. 빅뱅은 이후 2013년 1월 25일부터 27일까지 서울 올림픽공원 체조경기장에서 개최 된 BIGBANG ALIVE GALAXY TOUR THE FINAL로 10개월여에 걸친 첫 월드 투어를 마감했으며 월드 투어의 총 관객수는 80만 명에 이른다고 알려졌다.
빅뱅은 2012년 5월 5일 이탈리아 피란체에서 개최된 2012 MTV TRL 어워즈에서 아시아 가수 최초로 베스트 팬 부문을 수상했다. 2012년 11월 30일, Mnet 아시안 뮤직 어워드에서 빅뱅은 최우수 남자그룹상, 월드와이드 퍼포먼스상, 올해의 가수상을 수상하였고, 지드래곤은 최우수 남자 솔로가수상을 수상하였다.
다음 해, 빅뱅은 솔로 활동에 주력하며 공백기를 가졌다. 대성은 일본에서 첫 정규 앨범 《D'scover》을 발매했고, 이어 전 멤버 승리의 두 번째 EP 《Let's Talk About Love》를 발매하였다. 그리고 지드래곤은 두 번째 정규 앨범 《쿠데타 (COUP D'ETAT)》를 발매하였다. T.O.P은 영화 《동창생》에 출연에 이어 디지털 싱글 〈Doom Dada〉를 발매했고, 태양은 두 번째 정규 앨범 《Rise》를 발매하며 성공적인 활동을 이어 나갔다. 빅뱅은 그 해 11월 16일부터 17일까지 사이타마 세이부 돔을 시작으로 11월 29일부터 12월 1일까지 오사카 교세라 돔, 12월 7일부터 8일까지 후쿠오카 돔, 14일부터 15일까지 나고야 돔, 12월 19일부터 21일까지 도쿄 돔, 1월 4일 삿포로 돔에 이어 1월 11일부터 13일까지 오사카 교세라 돔까지 6개 도시를 도는 일본 6대 돔 투어 BIGBANG Japan Dome Tour를 개최하였고, 돔 투어의 최종장으로 2014년 1월 24일부터 26일까지 서울 올림픽공원 체조경기장에서 열린 단독 콘서트 Big Bang+α in Seoul에서 공연을 마무리했다.
빅뱅은 일본 데뷔 5주년을 기념해 5대 돔 투어 BIGBANG JAPAN DOME TOUR 2014 ~ 2015 “X”를 개최하였는데, 2014년 11월 15일부터 16일까지 나고야 돔을 시작해, 11월 20일부터 23일까지 오사카 쿄세라 돔, 12월 6일부터 7일까지 후쿠오카 야후오쿠 돔, 12월 20일 삿포로 돔, 12월 25일부터 27일까지 도쿄 돔, 2015년 1월 16일부터 18일까지 오사카 쿄세라돔까지 총 5개 도시 15회 공연으로 총 74만 1,000명의 관객을 동원했다. 특히 해외 가수 최초로서는 2년 연속 돔 투어 공연 기록과 동시에 오사카 쿄세라 돔에서는 한회 투어에 7회 공연을 실시하면서 일본과 해외 아티스트 사상 최장 기간 공연 기록을 달성하기도 했다.
빅뱅은 2014년 10월 4일, 인천아시아드주경기장에서 성황리에 진행된 제17회 인천 아시안게임 폐회식의 축하무대에 올랐다. 하지만 이 날 전 멤버였었던 승리가 당시 교통사고로 입은 부상으로 재입원을 하게 하면서 함께 무대에 서지 못했다. 그해 10월 31일에는 전세계 최초로 한국과 동시에 중국, 일본 세 개의 국가에서 빅뱅 우표가 발매되었다.

### 2015–2019: MADE, 데뷔 10주년, 4인조 개편

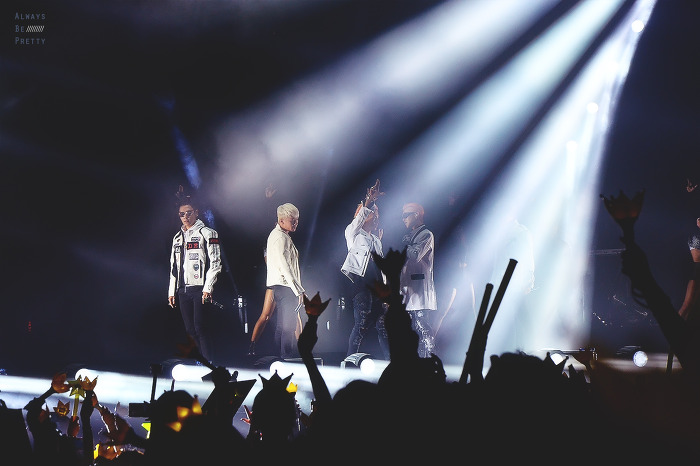
2015년, MADE 월드 투어에서 빅뱅

2015년 4월, YG 엔터테인먼트는 빅뱅의 3년 만의 컴백을 가시화하며, 5월 1일부터 8월 1일까지 4개월 동안 매 달 M.A.D.E 프로젝트 싱글 앨범을 발매한다고 발표하였다. 또한 9월 1일에는 이를 토대로 완성된 그들의 새로운 정규 앨범 《MADE》를 발표할 계획이라고 밝혔다. 이어 “이번 앨범은 빅뱅의 데뷔 시절, 매달 싱글 앨범이 나왔던 형식을 9년 만에 재현하는 방식이며, 1곡 이상의 곡이 수록되는 프로젝트 싱글 앨범 발매의 방식이다.”라고 설명했다. 앨범 발매를 앞둔 4월 25일과 26일에는 서울 올림픽공원 체조경기장에서 단독 콘서트 BIGBANG 2015 WORLD TOUR IN SEOUL with NAVER를 개최하였다. 빅뱅은 서울 공연을 시작으로 전세계팬들과 만나는 월드 투어에 돌입하는 계획을 발표하였다. 2016년 초까지 이어질 이번 월드 투어 BIGBANG MADE TOUR 2015는 약 15개국, 70회의 공연을 통해 전세계 약 150만명의 관객과 만날 예정이며, 개최지는 한국을 시작으로 중국, 일본, 동남아시아는 물론 미주에 이르기까지, 지난 월드투어에서 포함되지 않았던 지역에서도 공연하는 등 세계 각국의 팬들을 찾는 것으로 알려졌다.
5월 1일, 빅뱅은 프로젝트의 첫 싱글 《M》의 더블 타이틀 곡 "Loser"과 "BAE BAE"를 공개하였다. 빌보드 월드 디지털 송 차트에서 "Loser"가 1위를 "BAE BAE"가 2위를 차지했다. "Loser"의 뮤직 비디오는 유튜브에서 4,300만의 조회수를 기록하며 2015년 K-POP 뮤직 비디오 1위를 기록했다. 또한 《M》은 가온 차트에서 월간 음원 차트 1위를 기록했다. 6월 1일, 빅뱅은 프로젝트의 두 번째 싱글 《A》의 더블 타이틀 곡 "뱅뱅뱅 (BANG BANG BANG)"과 "WE LIKE 2 PARTY"를 공개하였다. 빌보드 월드 디지털 송 차트에서 "뱅뱅뱅 (뱅뱅뱅 (BANG BANG BANG)"이 1위, "WE LIKE 2 PARTY"가 2위를 차지했다.
빅뱅은 6월 컴백과 동시에 중국 최대 포털 QQ의 음원사이트인 QQ뮤직의 중국, 해외 음원 판매순위에서 중국과 해외 톱가수들을 제치고 "뱅뱅뱅 (BANG BANG BANG)"과 "BAE BAE", "WE LIKE 2 PARTY"가 1위부터 3위까지 차지했다. 이외에도 QQ뮤직의 K-POP 차트에서도 "WE LIKE 2 PARTY"와 "뱅뱅뱅 (BANG BANG BANG)"이 각각 1위와 2위에 올랐으며, 뮤직비디오도 차트에서도 "WE LIKE 2 PARTY"가 QQ뮤직의 전체 뮤직 비디오 순위 1위에 올랐고 "뱅뱅뱅 (BANG BANG BANG)"이 2위, "Loser"가 3위, "BAE BAE"가 5위에 오르며 차트를 싹쓸이했다. MTV IGGY는 온라인 홈페이지와 공식 페이스북을 통해 빅뱅의 "뱅뱅뱅 (BANG BANG BANG)"이 "올해의 여름 노래"로 선정됐다고 밝혔다. 이 곡은 MTV IGGY에서 지난 5월 13일부터 20일까지 전세계 팬들을 대상으로 진행한 "올해의 여름 노래"를 뽑는 온라인 투표에서 50.75%의 압도적인 지지를 얻어 1위를 차지했다.
7월 1일, 빅뱅은 프로젝트의 세 번째 싱글 《D》의 더블 타이틀 곡 "IF YOU"과 "맨정신"을 공개하였다. 빌보드 월드 디지털 송 챠트에서 "IF YOU"가 2위를 "맨정신"이 3위를 차지했다. QQ뮤직의 뮤직비디오 차트에서 "맨정신"은 1위를 차지했다. 또한 "IF YOU"는 가온 차트에서 7월 음원 차트 1위를 차지하며, "Loser"와 "뱅뱅뱅 (BANG BANG BANG)"으로 각각 5월, 6월 음원 차트를 1위에 이어 3개월 연속 1위라는 진기록을 세웠다. 8월 5일, 빅뱅은 프로젝트의 네 번째이자 마지막 싱글 《E》의 더블 타이틀 곡 "우리 사랑하지 말아요"과 "쩔어"를 공개하였다. 빌보드 월드 디지털 송 차트에서 "우리 사랑하지 말아요"가 1위를 "쩔어"는 2위를 차지했다. 이는 지난 5월에 발표된 "Loser"와 6월 "뱅뱅뱅 (BANG BANG BANG)"에 이어 3곡을 차트 1위에 올리면서 싸이 이후 최초로 3곡을 1위에 랭크한 최초의 아티스트로 기록되었다. "쩔어"는 지드래곤과 T.O.P의 유닛이 5년만에 선보이는 신곡으로 화제가 되었다. 또한 《E》은 가온 차트에서 월간 음원 차트 1위를 기록했으며 4개월 연속 월간 차트 1위라는 전무후무한 대기록을 세웠다. 빅뱅의 매 달 연속 신곡 발매라는 마케팅 실험은 빅뱅만이 할 수 있는 프로젝트로 여겨질 정도로 전혀 다른 색깔의 노래 8곡을 다채롭게 선보여 8곡 모두를 차트 정상에 올려놓았으며, 대중의 귀를 사로잡는 데 성공했다는 긍정적인 평을 받았다. 또한 자신의 노래를 또 다른 빅뱅의 신곡이 밀어내며 'M.A.D.E 시리즈'의 8곡 모두가 차트 50위 안에 드는 진풍경을 연출하기도 했다. 8월 10일 기준으로 빅뱅의 M.A.D.E 프로젝트 싱글의 "Loser"부터 "우리 사랑하지 말아요"까지 총 7곡의 뮤직비디오가 유튜브에서 현재 총 1억 9197만 8784 이상의 조회수를 기록 중이다. 이중 싱글 D의 수록곡 "IF YOU"는 공식 뮤직 비디오가 유일하게 없다.
빅뱅은 당초 9월 1일, 새로운 정규 앨범 《MADE》를 발표할 계획이였지만, 8월 18일 YG 엔터테인먼트는 언론을 통해 “지난 4개월 동안 《MADE》 시리즈 앨범을 발표하며 쉴 틈 없이 달려온 빅뱅이 9월 1일 예정돼 있던 정규 앨범 발표를 잠시 연기한다. 빅뱅 멤버들 역시 정규앨범인만큼 좀 더 완성도 있는 앨범을 위해 추가로 신곡 작업을 하고 싶다는 의견을 전해와 국내 방송 활동을 위해 약 3주간 비워놓은 9월 스케줄을 멤버들의 재충전과 함께 추가 신곡 작업을 위한 시간으로 활용하기로 했다.”라고 발표하며 앨범 발매를 잠시 연기했다. 북아메리카와 오세아니아 투어 일정을 성황리에 마친 후, 그들은 투어를 마무리 짓는 일본 5대 돔 투어 BIGBANG WORLD TOUR 2015~2016 'MADE' IN JAPAN (12월부터 2016년 2월까지)를 개최하였다. 2015년 12월 2일, Mnet 아시안 뮤직 어워드에서 빅뱅은 베스트 뮤직비디오상, 아이치이 월드와이드 페이보릿 아티스트상, 올해의 노래상, 올해의 가수상을 수상하였다. 빅뱅은 2016년까지 중국, 마카오, 말레이시아, 싱가포르, 대만, 미국을 순방하며 2016년까지 그들의 Made V.I.P Tour를 계속했다. 이 투어는 중국 본토에서만 50만 명이 넘는 사람들을 동원하였고 빅뱅이 중국 전역에서 가장 많이 외국어로 노래하는 투어를 기록했다. 중국의 뤄양 시에서 열린 이 행사는 중국에서 4만 5천 명이 넘는 팬들이 몰려들어 '전 시간 외국어 법에 의해 가장 많이 경청 된 사람들'이라는 기록을 깼다. 4월과 5월에 그들은 28만명의 팬들을 만나는 그들의 Fantastic Babys Tour로 일본을 방문했다. 빅뱅은 이후 2016 MTV 이탈리안 뮤직 어워드에서 세계에서 가장 훌륭한 아티스트상을 수상한 최초이자 유일한 한국인 아티스트이다.
그룹 결성과 데뷔 10주년을 기념하기 위해 여러 프로젝트가 시작되었다. 첫 번째 작품은 2015년 6월 30일에 공개된 다큐멘터리 영화 《빅뱅 메이드》로 그룹의 제작 투어를 따라 진행되었다. 그룹은 7월 29일부터 31일까지 일본 오사카의 나가이 육상 경기장과 8월 20일에 열린 서울 월드컵 경기장에서 매진 된 스타디움 쇼를 포함한 2016년 7월부터 2017년 1월까지 10주년 기념 콘서트 투어 BIGBANG10 THE CONCERT : 0.TO.10을 개최했다. 일본 투어에서 빅뱅은 4년 연속 일본 돔 투어를 개최한 최초의 외국 공연으로 자신의 기록을 깨뜨렸다. 이 투어에는 일본의 16개 콘서트에서 78만 1500명을 동원하며, 빅뱅을 일본에서 가장 큰 콘서트 동원력을 가진 연간 아티스트에 정상에 올랐는데 일본인이 아닌 외국인으로는 처음으로 명단에 올랐다. 전반적으로 그들은 투어에서 110만 명의 팬을 모았다. 빅뱅은 팬들과 함께 10년을 축하 할뿐만 아니라 그룹의 역사를 소개하는 전시회 인 "A TO Z"를 개최했다. 이 전시회는 8월 5일부터 10월 30일까지 서울 S-Factory에서 열렸다. 박람회는 2017년 6월 24일부터 8월 22일까지 대만 타이베이로 옮겨졌으며 지드래곤의 "Peaceminusone" 전시품으로 전시되었다.
지체 된 지 1년 만인 2016년 12월에 정규 앨범 《MADE》가 발매되었다. 두 개의 타이틀곡 "에라 모르겠다 (Fxxk It)"와 "Last Dance"이라고 발표 되었다. 두 개의 타이틀곡 외에 또 다른 수록곡 "Girlfriend"는 가온 차트에서 3위를 차지했으며 5일 만에 100만 개의 디지털 카피를 판매했다. 빌보드 월드 디지털 송 차트에서 2위, 3위와 4위를 차지하며 합산 13,000 카피를 판매했다. MADE의 디지털 버전은 중국의 3 대 음악 플랫폼 인 QQ 뮤직, KuGou 및 Kuwo에서 총 100만장의 디지털 카피를 판매했다. 이 앨범은 미국의 빌보드 200에서 172위로 데뷔했다. 그들은 또한 빌보드 월드 차트 및 히트시커스 앨범 차트에서 1위를 차지했다. 한국에서는 한정판 앨범 버전이 12월 23일에 발매되어 가온 앨범 차트에서 정상을 차지했다. 그룹의 10주년 투어 및 제작의 홍보 활동을 마무리하는 두 차례의 콘서트가 2017년 1월 7일부터 8일까지 고척스카이돔에서 열렸다.
그룹의 최고 연장자인 T.O.P이 2017년 2월 9일 충남 논산 육군훈련소에 입소하여 4주간의 기초군사훈련을 마치고, 서울지방경찰청에서 의무경찰으로 2년간 복무에 들어갔다. 6월 1일에는 T.O.P이 대마초를 피운 혐의로 경찰에 적발됐다고 언론에 보도되며 물의를 빚었다. 6월 3일 일본 오사카 쿄세라돔에서 열린 빅뱅 팬이벤트에서 탑의 대마초 논란과 관련하여 불구속 기소된 T.O.P(최승현)을 대신해 지드래곤(권지용)과 태양(동영배), 대성(강대성),  승리이/가 팬들에게 사과했다.
"뱅뱅뱅" 뮤직 비디오는 2018년 3월 22일 오후 6시 30분께 유튜브에서 조회 수 3억 뷰를 넘어섰다. YG 엔터테인먼트는 이를 기념해 공식 블로그에 ‘뱅뱅뱅’ 특별 포스터를 공개했다. 이 뮤직 비디오는 "Fantastic Baby" 이후 두 번째 3억 뷰 돌파이다.
2019년 3월, 전 멤버 승리가 버닝썬 게이트에 연루되어 빅뱅에서 탈퇴하고 연예계에서 은퇴하였다.
Fantastic Baby 유튜브 뮤직비디오는 2019년 6월 7일 오후 5시 4억뷰를 돌파하였고 뱅뱅뱅 유튜브 뮤직비디오는 2024년 12월 8일 오후 3시 20분  689,639,377뷰를 이루었다.
2019년 11월 10일 오전 기준 모든 멤버가 제대하였다.

### 2022: T.O.P 계약만료, 4년만 컴백, 멤버들 근황
2022년 2월 멤버 T.O.P가 계약만료로 YG엔터테인먼트에서 탈퇴했으며, 팀 활동은 유지한다고 밝혔다.
하지만 전 멤버 T.O.P는 돌발적으로 국내 연예계에서 일괄 철수 한다고 밝혔으며, 시대를 앞서간 최고의
팀 유닛 " GD & T.O.P " 더 이상 볼 수 없게 된 상황이다.
최근 빅뱅 18주년을 자축했던 전 빅뱅 멤버 지드래곤(권지용) , 태양(동영배), 대성(강대성)의 인스타그램 계정을  차단하고, 최근 빅뱅 18주년을 자축하는 자신의 활동 명에 빅뱅을 언급한 기사에 X표를 치는 등, 기이한 행동을 계속하고 있는 중이다. 오랜 빅뱅 팬 " V.I.P " 들은 탑의 성격을 알고 있는지, 곧 괜찮아질거라는 댓글을 달았다.
최근 자신의 SNS ( 인스타그램, @ttt ) 에  와인 홍보 게시물을 게시 하였는데, 한 팬의 댓글,
" DOOM DA DA 2.0 WHEN? " 이라는 댓글을 남긴 한 펜에게 "  2025 " 라는 답글을 달며
2025년 가요계 복귀를 암시하였다. 대한민국 가요계 복귀일지, 해외 가요계 도전인지는 아직 밝혀지지 않았다.
하지만 빅뱅 복귀에 대한 팬의 질문에는 여전히 침묵을 지키고 있는 중이다.
2022년 4월 4일 6시 디지털 싱글 앨범 《봄여름가을겨울 (Still Life)》를 발매하며 약 4년만에 첫 4인체제로 컴백하였다.
하반기에 멤버 태양, 대성, 지드래곤은 계약만료로 소속사를 떠났다.

### 2023: T.O.P 탈퇴, 지드래곤 계약만료
2023년 5월 31일 저녁 멤버 T.O.P이 직접 빅뱅 팀 탈퇴함을 밝혔다.
탈퇴 후의 이야기는 위에 등재되어 있다.
2023년 6월 6일 멤버 지드래곤은 계약만료로 소속사를 떠났다. 가수 활동에 대해서는 논의 중에 있었고,
현재 가요계로 복귀하고 솔로 엘범을 발매하여 자신이 건재함을 자신의 동료들(2명)과 함께
2024 mama 무대에서 증명했다.

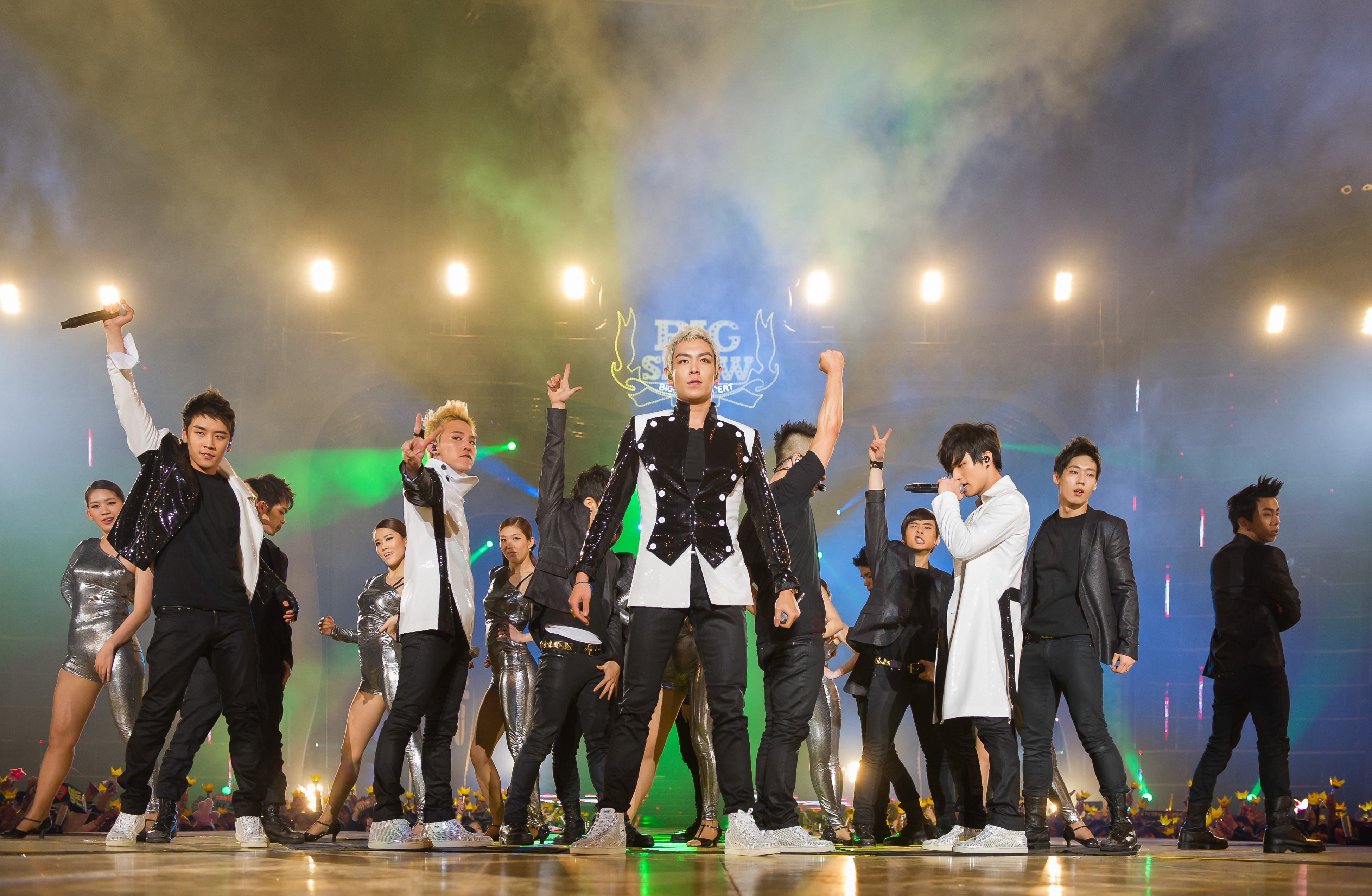
2011년, 빅뱅

빅뱅의 음악은 데뷔 초기에는 기본적으로 힙합 음악을 추구했지만 그들은 계속 실험적인 음악을 시도하였고, 《Always》(2007)을 내놓으면서 전자 댄스 음악을 한국의 새로운 음악 트렌드로 구축했다. 이외에도 댄스 음악, 힙합과 R&B 등의 다양한 곡들을 선보이고 있다. 지드래곤은 이후에 음반 발매 기자회견을 통해 빅뱅 멤버들과 “이제는 소년에서 남자로 한층 팬들에게 더 다가갈 수 있었으면 좋겠다.”라는 새로운 방향의 소망을 드러냈다.
2008년, 그들은 한국의 록 밴드 노브레인이 피처링에 참여한 록 음악을 기반으로 한 곡 "Oh My Friend"를 선보였다. 그들은 또한 인터뷰를 통해 트로트 음악에 대한 관심을 표현하기도 했다.
《Alive》(2012)을 발표한 빅뱅은 이전의 앨범보다 더욱 실험적인 음악을 들고 나왔고, 그리고 그 중 "Bad Boy"는 미국의 음악 매체 《FUSE TV》로부터 “독특한 미드-템포 곡으로 세련되고 우아한 부드러움을 유지하면서 90년대 힙합 비트의 향수를 불러 일으킨다.”는 좋은 평을 받았다. 또한 "Fantastic Baby"는 “올해를 대표하는 라이브 퍼포먼스를 펼쳤다.”라고 평했으며, 이 음반을 올해 베스트 앨범으로 선정했다. 이외에도 미국의 흑인 음악 전문 매체 《소울트레인》은 "Fantastic Baby"를 2012년 최고의 댄스음악이라고 극찬하기도 했다.
빅뱅의 멤버들은 각자 그들만의 다른 스타일로 솔로 프로젝트를 이어가며 성공적인 활동을 이어 나갔는데, 태양은 R&B 곡들로 채워진 EP 음반 《Hot》(2008)을 발매하였다. 대성은 첫 디지털 싱글 〈날 봐, 귀순〉을 발표하였고, 이 곡은 힙합 아티스트인 빅뱅의 이미지와는 완전 상반되는 트로트 곡으로 많은 화제를 불렀다. 빅뱅의 리더 지드래곤은 그의 첫 데뷔 음반 《Heartbreaker》(2009)으로 댄스 음악, 힙합과 R&B 등을 믹스한 다양한 곡들을 선보였다. 영국 언론 《더 가디언》의 저스틴 머큐리는 그들에 대해 “빅뱅의 다섯 멤버들은 각각 자신만의 개성을 가지고 있으며, 자신의 음악적 범위인 R&B, 힙합, 하우스, 전자 댄스 음악과 팝을 완벽하게 소화해낸다.”고 언급했다. 프로듀서 겸 래퍼 조PD는 인터뷰를 통해 빅뱅에 대해 “아이돌도 가수라면 빅뱅처럼 뮤지션 역량을 갖춰야 한다.”라고 극찬했다.
빅뱅은 다른 한국 가수들과는 반대로 그들의 경력과 엄격한 제어를 유지하고 그들의 음악의 제작에 직접 자신들이 많은 참여를 하는 것으로 알려져 있다. 《Always》 발매 이후로 지드래곤은 자신이 직접 빅뱅의 음반의 전체적인 프로듀싱을 담당하기 시작했으며, "거짓말", "마지막 인사", "하루 하루"와 "Blue", "Fantastic Baby" 등 수많은 곡들의 작사와 작곡에 참여했다. 지드래곤은 이런 뛰어난 재능들로 인해 많은 대중음악 평론가와 관계자들로부터 미래가 가장 주목되는 뮤지션 중 하나로 꼽히고 있으며, 음악 산업의 선후배들에게 그 실력을 인정 받아 존경과 찬사를 받고 있다. 또한 《코리아 타임즈》에서는 천재 싱어송 라이터라고 극찬하기도 했다. 지드래곤은 직접 그들에 대해 “재능있는 아이돌 그룹은 아니지만 엄청난 노력을 통해 탄생했다.”라고 빅뱅에 대해 언급했다.
이후 2024년 11월 23일 마마 어워즈 무대에서 3인조 무대를 보여주었다.

## 평가

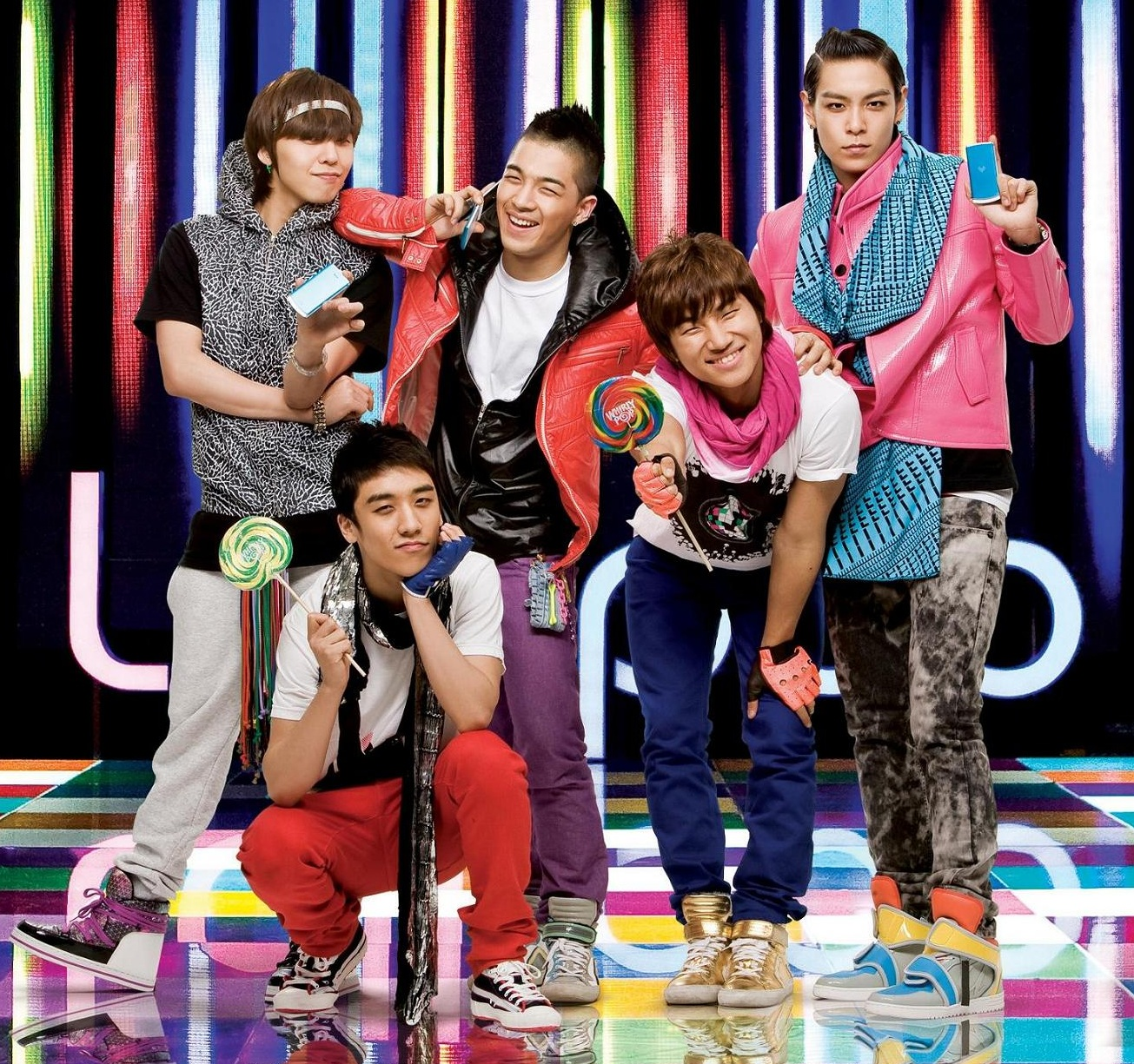
2009년, LG전자 광고 중에서 빅뱅

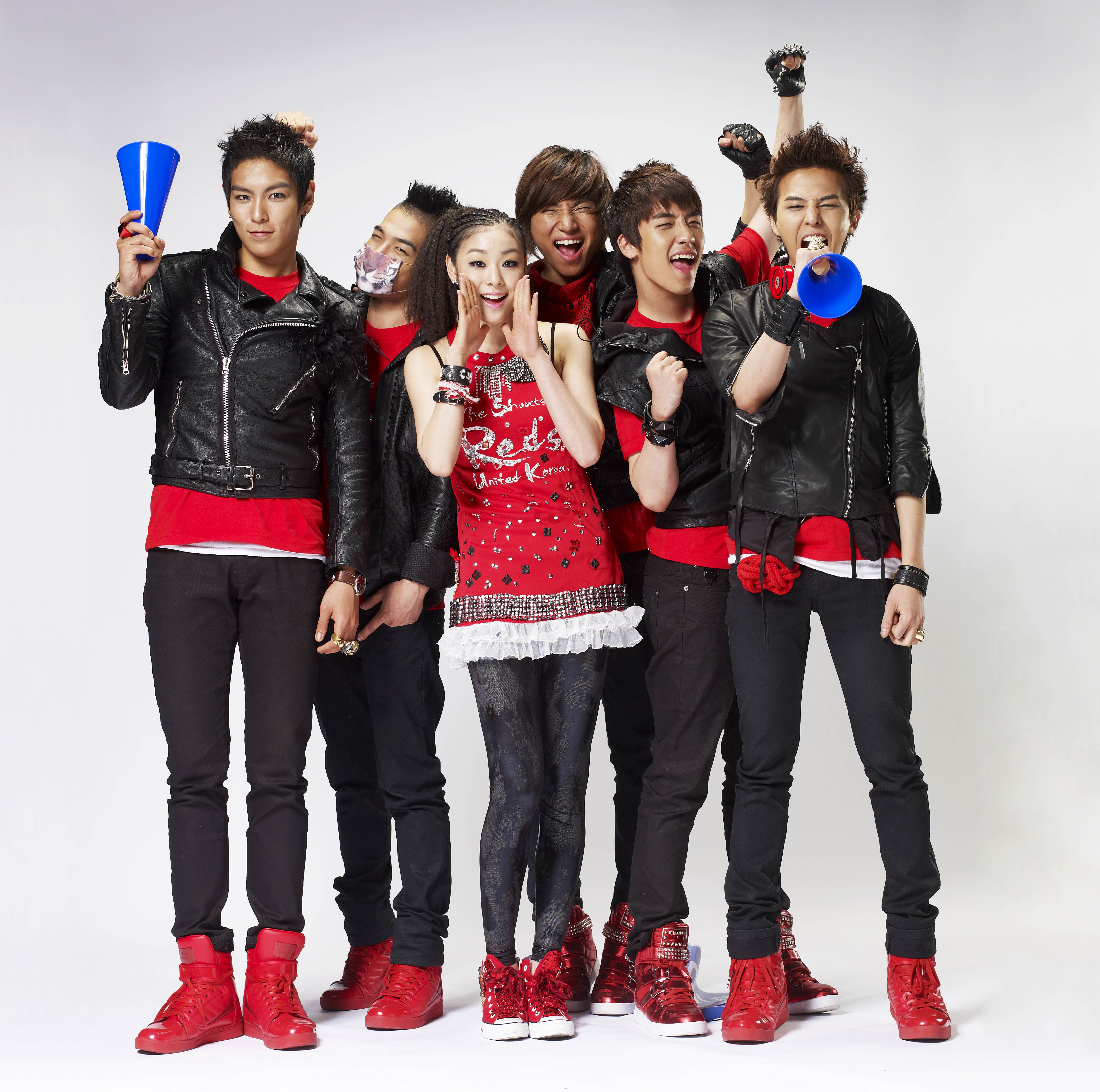
2010년, 현대자동차 광고 중에서 김연아 선수와 빅뱅

빅뱅은 "한국의 대표적인 남성 그룹"으로 평가받고 있다.
요즘 초중고 학생들, 심지어 대학생들까지 빅뱅 판타스틱 베이비, 뱅뱅뱅 등 빅뱅을 좋아하고 빅뱅 노래를 즐겨듣는다.
빅뱅은 기획사의 시스템화로 인해 만들어진 이미지에 의지하는 기존 아이돌 그룹과는 확연히 차별화되어, 데뷔 초기에는 만들어진 아이돌로 시작했지만 "아이돌을 뛰어넘는 아이돌"을 목표로 크게 성장해왔다. 각각 개성 또한 뚜렷한 멤버들로 이뤄져 있는 그들은 그 결과, 실력과 주체성까지 겸비한 신종 아이돌이자 현재 수많은 후배 아이돌 그룹들의 롤 모델로 꼽히고 있다.
10대, 매니아를 넘어 여러 세대가 공감한 음악을 선보이며 음악성을 인정 받은 빅뱅은 기존의 유니폼 같은 복장과 틀에 박힌 춤과 노래를 벗어던진 최초의 아이돌이다. 무대에서는 국내 아이돌 그룹 중에는 거의 유일하다고 할 정도로 딱 떨어지는 군무를 내세우지 않고, 각도의 정확성이나 현란함 보다는 음악의 흐름을 타고 노는 듯한 느낌과 분위기 자체가 중요한데, 이런 모습들이 그들을 더욱 세련되게 만들어주는 하나의 요소로 꼽히고 있다. 지드래곤과 T.O.P의 유닛 GD&TOP에서도 볼 수 있듯이 빅뱅은 무대 위 '잘 노는 남자' 아이돌로서 따라 출 수 있는 포인트 안무를 내세우기 보다는 그들만의 개성을 살린 포스로 무대를 장악한다.
빅뱅은 2006년 여름 가요계에 첫발을 내딘 이후, 2015년 데뷔 14년차인 현재까지 음악, 공연, 퍼포먼스, 뮤직 비디오, 패션까지 빅뱅이 시작하면 유행이 될 정도로 10대들의 아이돌에서 우리나라를 대표하는 셀러브리티이자 뮤지션으로 인정 받았을 뿐만 아니라 수많은 성과들을 이뤄내며 최고의 한류 스타가 되었고 스타들이 꼽는 스타로 올라섰다. 특히 다른 힙합그룹과는 다르게 다양하고 트렌디한 패션 스타일을 보여주고 있는데, 연예계에서도 스타일이 뛰어나기로 유명하며 멤버들의 개성을 살린 스타일을 찾아 유행을 선도하고 있다. 모자, 숄 패션, 하이합 슈즈 등 그들의 패션이 크게 유행하면서 청소년 패션 트렌드를 점령했고, 인해 스트리트 브랜드가 부상했으며 모자와 숄, 하이톱슈즈 등 액세서리가 불티나게 동대문 매출에도 영향을 끼칠 정도로 영향력이 컸다. 그 중심에 있는 지드래곤은 2007년 그들의 대표곡 중 하나인 "거짓말" 을 직접 작사, 작곡하고 앨범을 프로듀싱을 담당하면서 실력파 아이돌로 인정받기 시작했다. 이후 "마지막 인사", "하루 하루"와 "Tonight", "Blue", "Fantastic Baby", "Monster" 등 수많은 히트곡을 만들어냈다. 또한 그는 남다른 패션 감각을 자랑하며 파격적인 시도로 대한민국을 대표하는 패셔니스타 중 한명으로 등극하면서, 패션계에서도 "함께 일하고 싶은 유명인"으로 꼽히며, 국내를 넘어 해외에서까지 세계 음악계와 패션계가 주목하는 스타이다. 2012년에는 싱가포르 최대 일간지 《더 스트레이트 타임즈》의 "맨 오브 스타일 특집"을 통해 세계적으로 유명한 패션 리더들을 소개했는데, 지드래곤은 "스타일 좋은 남자" 10위에 선정되었다. 이 매체는 그에 대해 “한국 그룹 빅뱅의 간판 스타로, 고스(goth)부터 프레피 룩까지를 실험해 온 패션 카멜레온”이라고 평했다.
2009년 1월, 빅뱅은 직접 자신들의 피땀 어린 연습생 생활을 담은 자기계발서 《세상에 너를 소리쳐!-꿈으로의 질주, 빅뱅 13,140일의 도전》는 발간 한 달만에 30만부가 팔렸으며 다섯 달만에 40만부를 넘어서며, 판매 수익 45억원을 기록하며 베스트셀러로 등극했다. 삼성 SDS와 삼성네트웍스 등 재계, 문학계, 종교계 등 각계 명사들의 추천이 줄을 이어 화제가 되기도 했다. 서울대학교 소비자학과 김난도 교수는 “이들은 탄생부터 네티즌들의 참여와 공유가 함께했다. 소비자들과 소통을 통해 그룹이 완성됐고 동질감을 느끼면서 성장했다. 빅뱅은 "웹2.0 마케팅"의 대표적인 사례이다.”라고 언급했다.
빅뱅은 해외에서도 높은 평가를 받고 있다. 미국의 언론 매체 《뉴욕 타임즈》가 선정한 '2012년 베스트 콘서트'에 선정되었는데, 미국 로스 앤젤레스를 시작으로 뉴저지에서 개최한 월드 투어 《Alive Galaxy Tour 2012》로 4만 8,000명의 관객을 동원해 화제가 되었다. 《뉴욕 타임즈》는 “빅뱅을 보기 위해 수 천명의 유료팬이 공연장에 몰렸다. 이들은 미국에서 히트곡을 내지 못했지만 이들을 향한 광적인 추종은, 이들을 히트 아티스트들과 동급으로 만들어냈다.”고 언급하며, 빅뱅의 공연이 끝난 후 "싸이의 ‘강남스타일’을 넘어선 K팝의 심장(Beyond 'Gangnam' the True Wild Heart of K-Pop)"이라는 기사로 극찬을 아끼지 않았다. 영국 언론 《가디언》은 공식 홈페이지를 통해 웸블리 아레나에서 열린 빅뱅의 첫 영국 콘서트에 대한 관람 기사를 실었는데, 별점으로 평가된 빅뱅의 콘서트는 5점 만점에 4점으로 우수함을 인정 받았다. 이외에도 빅뱅에 대해 "세계적인 청소년 문화에 공헌한 K팝의 슈퍼스타"라고 높이 평하며, “세계적인 스타 원 디렉션과 저스틴 비버, 2012년 뜨겁게 이슈몰이 중인 싸이의 ‘강남스타일’과 비교해도 절대 뒤처지지 않는다.”라고 언급했다. 또한 영국의 《BBC》는 공식 홈페이지를 통해 "싸이와 케이팝의 세계를 향한 도전"이라는 기사를 게재해 싸이, 빅뱅, 2NE1 등 YG 엔터테인먼트 소속 아티스트의 해외활동과 세계시장 진출에 대해 소개하였는데, 빅뱅은 콘서트 부문에서 “한국의 보이그룹 빅뱅은 런던의 웸블리 아레나를 포함 전세계 48개의 공연장에서 무대를 선보였다.”라고 언급하며 한국가수로서는 최대규모로 영국에서 콘서트를 개최한 빅뱅의 월드투어를 조명하기도 했다.
많은 대중음악 평론가와 관계자들은 빅뱅에 대해 대중성, 음악성, 멤버들의 인지도, 스타성에서 이견이 없을 정도로 현역으로 활동하는 아이돌 스타 중 가장 성공적인 행보를 보이고 있다고 평가하면서, 발매하는 음반마다 대박이 나는 것 뿐만 아니라 만들어진 아이돌이 직접 자작곡을 만들고 음악적 주도권을 쥐고 있는 상태에서 10년 이상 건재한 것은 과거에나 현재에 이르기까지 유일무이하다며 칭찬을 아끼지 않았다.

## 구성원
| 이름     | 소개 |
| -------- | --- |
| 지드래곤 | - 본명 : 권지용 - 생년월일 : 1988년 8월 18일(36세) - 출생지 : 대한민국 서울특별시 - 활동기간 : 2006년 8월 19일 ~ 현재 |
| 태양     | - 본명 : 동영배 - 생년월일 : 1988년 5월 18일(37세) - 출생지 : 대한민국 경기도 - 활동기간 : 2006년 8월 19일 ~ 현재     |
| 대성     | - 이름 : 강대성 - 생년월일 : 1989년 4월 26일(36세) - 출생지 : 대한민국 서울특별시 - 활동기간 : 2006년 8월 19일 ~ 현재 |

### 이전 구성원
| 이름  | 소개 |
| ----- | --- |
| 승리  | - 본명 : 이승현 - 생년월일 : 1990년 12월 12일(34세) - 출생지 : 대한민국 광주광역시 - 활동기간 : 2006년 8월 19일 ~ 2019년 3월 11일 |
| T.O.P | - 본명 : 최승현 - 생년월일 : 1987년 11월 4일(37세) - 출생지 : 대한민국 서울특별시 - 활동기간 : 2006년 8월 19일 ~ 2023년 6월 1일   |

## 도서
- 2009년 《세상에 너를 소리쳐!-꿈으로의 질주, 빅뱅 13,140일의 도전》 (쌤앤파커스, ISBN 8992647603)
- 2009년 《SHOW ANOTHER BIGSHOW(2009 빅뱅 라이브 콘서트 빅쇼 메이킹북, 쇼 어나더 빅쇼)》 (시드페이퍼, ISBN 9788996187639)
- 2012년 《BIGBANG 1st PHOTOGRAPH COLLECTION [Extraordinary 20’s]》(화보집)

## 같이 보기
- 빅뱅의 음반 외 활동 목록
- 빅뱅의 콘서트 투어 목록
- 빅뱅의 솔로 콘서트 투어 목록
- 빅뱅의 수상 및 후보 목록